# Mercedes-Benz R170
Mercedes-Benz R170 - перше покоління родстерів SLK-класу. Автомобіль був представлений в 1996 році на автосалоні в Турині. Випускався до 2004 року, в якому був замінений другим поколінням SLK. 
Всього було випущено 311 222 автомобілів першого покоління.

## Опис
Побудований на базі C-класу W202 і спочатку пропонувався лише у двох версіях: 2,3 л з компресором, що розвиває 193 к.с. і 2,0 л без компресора потужністю 136 к.с. Автомобіль володіє складним твердим дахом, який під управлінням 5-ти гідроциліндрів за 25 секунд складається в багажник. Однак при цьому зменшується корисний об'єм багажного відділення з 348 до 145 л. Крім того для збільшення багажного відділення родстер не комплектується запасним колесом, а також може похвалитися паливним баком об'ємом всього лише 53 л.

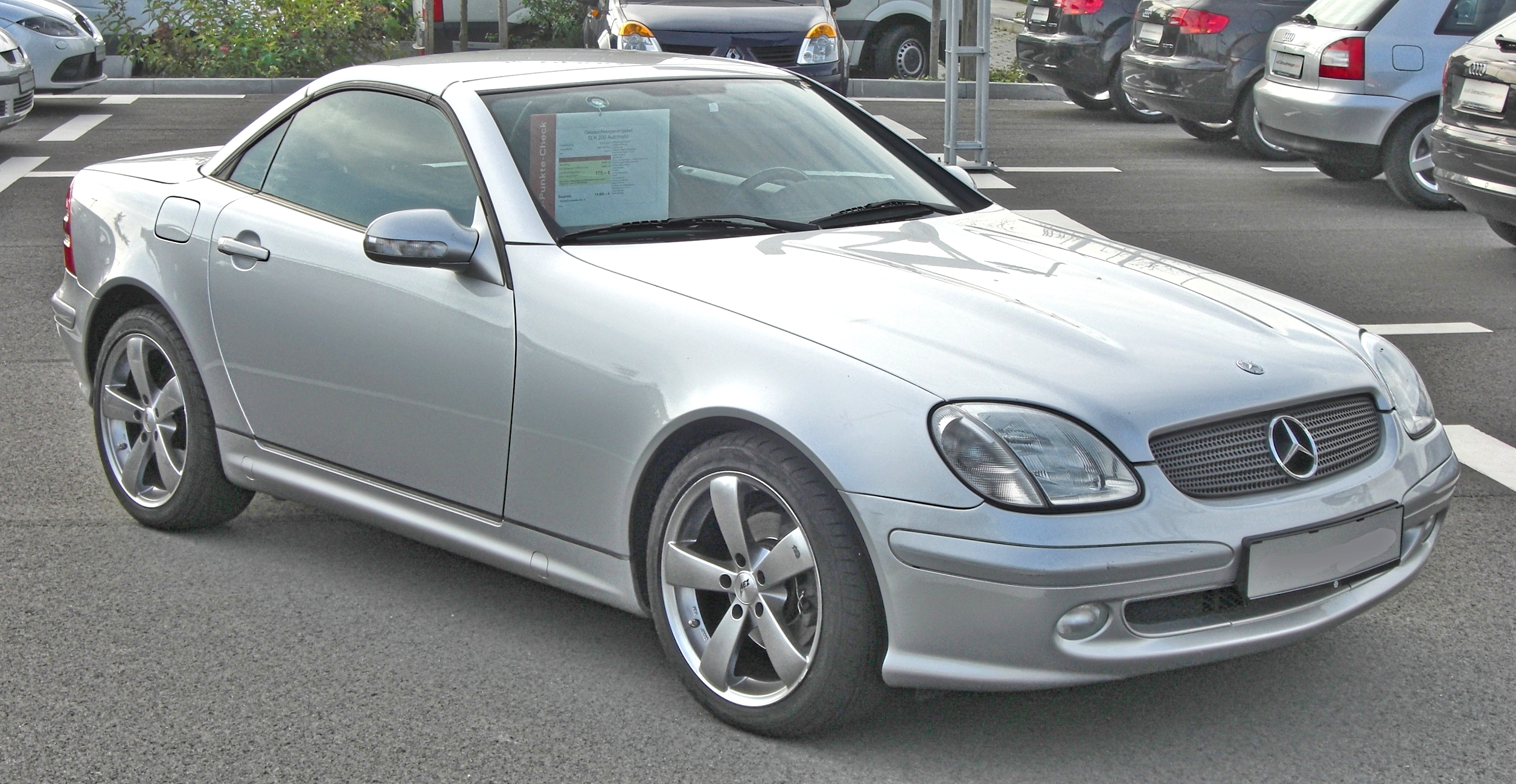
Mercedes-Benz SLK200K (2000-2004)

У лютому 2000 року в автосалоні в Детройті відбулася офіційна презентація оновленого автомобіля, який отримав нові передній і задній бампера, бічні спідниці в колір кузова і нові бічні дзеркала з повторювачами. Модельний ряд серії також був розширений за рахунок включення нової версії початкового рівня SLK 200 Kompressor і SLK 320, оснащеного новим V6 двигуном M112 E32. Технічні удосконалення включали додавання електронної системи стабілізації (ESP) і нової 6-ступінчастої механічної коробки передач. Крім того, стабілізатор поперечної стійкості був посилений в передній осі і доданий на задній.

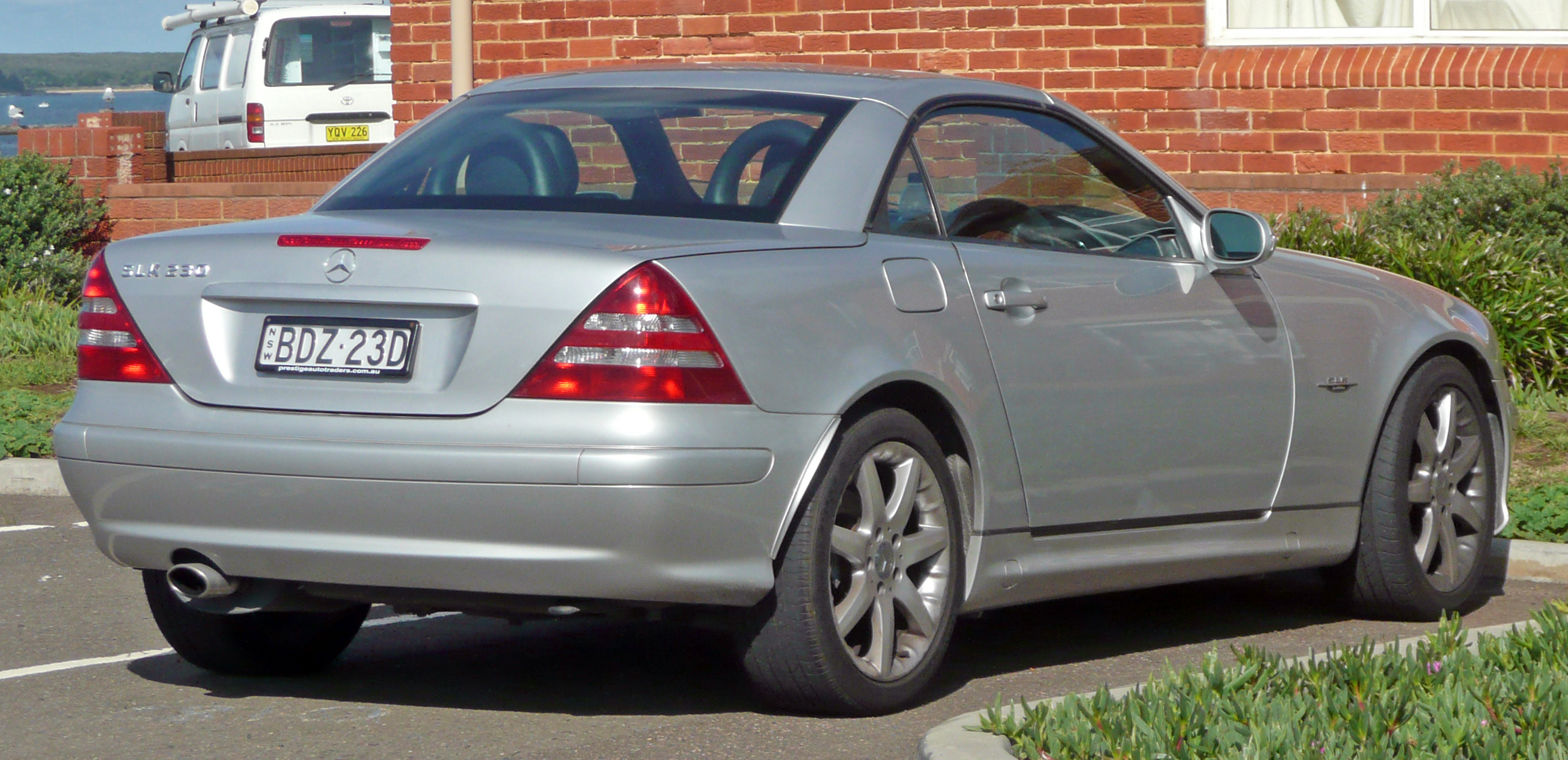

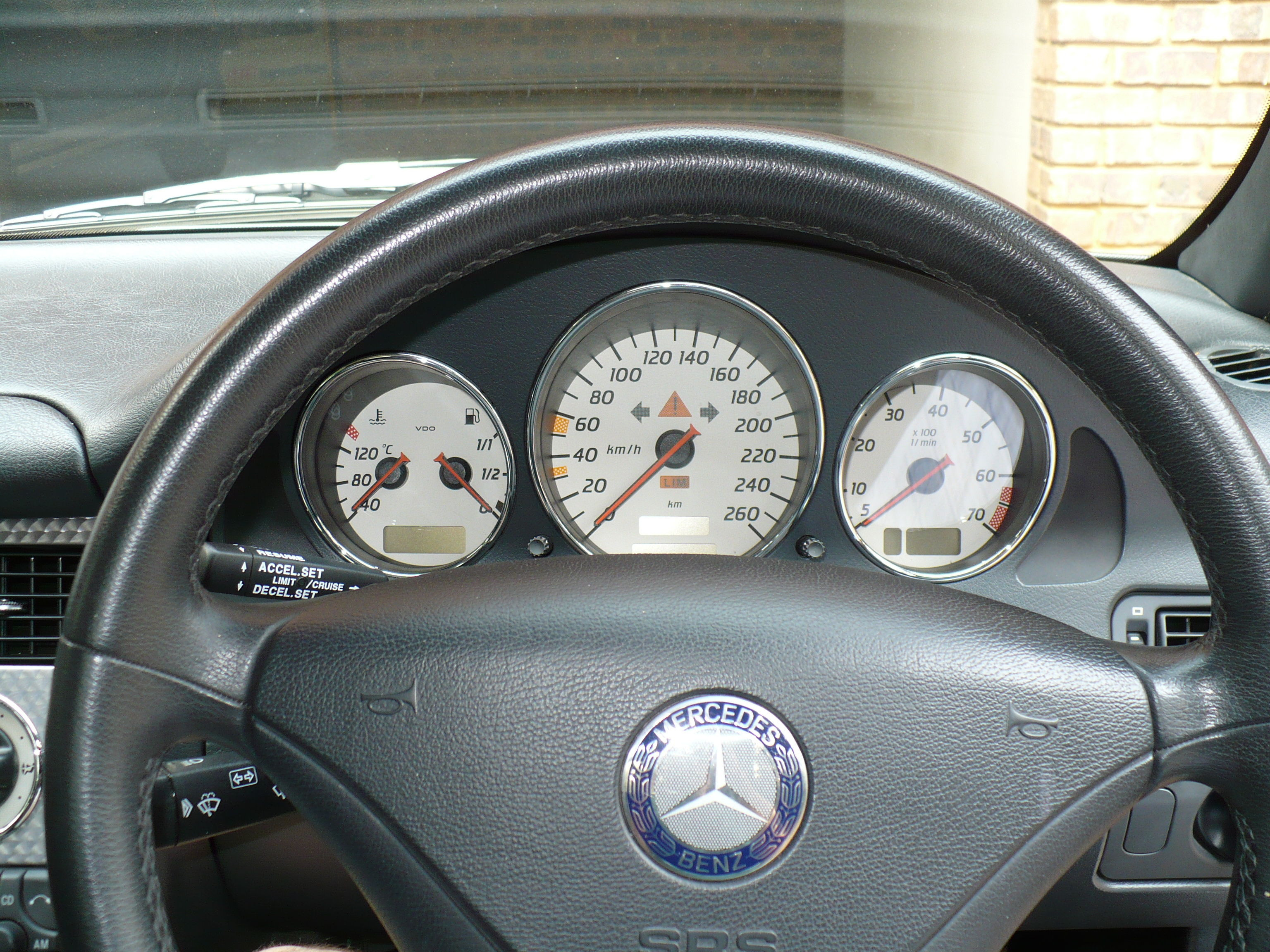

## Двигуни

### 1996–2000
| Модель             | Об'єм    | Тип двигуна | Потужність      | Крутний момент | Роки виробництва | Примітки                               |
| ------------------ | -------- | ----------- | --------------- | -------------- | ---------------- | -------------------------------------- |
| SLK 200            | 1998 см³ | Р4          | 100 kW/136 к.с. | 190 Нм         | 1996–2000        |                                        |
| SLK 200 Kompressor | 1998 см³ | Р4          | 141 kW/192 к.с. | 270 Нм         | 1996–2000        | тільки для Греції, Італії і Португалії |
| SLK 230 Kompressor | 2295 см³ | Р4          | 142 kW/193 к.с. | 280 Нм         | 1996–2000        |                                        |

### 2000–2004
| Модель             | Об'єм    | Тип двигуна | Потужність      | Крутний момент | Роки виробництва |
| ------------------ | -------- | ----------- | --------------- | -------------- | ---------------- |
| SLK 200 Kompressor | 1998 см³ | Р4          | 120 kW/163 к.с. | 230 Нм         | 2000–2004        |
| SLK 230 Kompressor | 2295 см³ | Р4          | 145 kW/197 к.с. | 280 Нм         | 2000–2004        |
| SLK 320            | 3199 см³ | V6          | 160 kW/218 к.с. | 310 Нм         | 2000–2004        |
| SLK 32 AMG         | 3199 см³ | V6          | 260 kW/354 к.с. | 450 Нм         | 2001–2004        |